# Bradypterus grandis
Bradypterus grandis е вид птица от семейство Locustellidae. Видът е почти застрашен от изчезване.

## Разпространение
Видът е разпространен в Камерун, Централноафриканската република и Габон.